# Epiphora vacuna
Epiphora vacuna är en fjärilsart som beskrevs av John Obadiah Westwood 1849. Epiphora vacuna ingår i släktet Epiphora och familjen påfågelsspinnare. Inga underarter finns listade i Catalogue of Life.